# 엘 베르시알역
엘 베르시알 역(스페인어: El Bercial)은 마드리드 지하철 12호선의 역이다. 마드리드 지방 헤타페의 엘베르시알 구 북부에 위치해 있다. 역 바로 옆에는 엘베르시알 쇼핑센터가 있다. 요금구역상으로는 B1구역에 속한다.

## 역사
2003년 4월 11일 12호선의 전 구간 개통과 함께 문을 열었다. 당시 역 주변은 미개발지였지만 2006년에 쇼핑센터가 완공되고 시가지가 조성되면서 이용객이 늘었다.

## 환승 정보
역 주변에 시외버스 정류장이 네 곳 있다.
버스
- 헤타페 시내버스
  - 3번 노선 (주간)
- 시외버스
  - 446번 노선 (주간)

지하철
| 마드리드 지하철            | 마드리드 지하철        | 마드리드 지하철    |
| -------------------------- | ---------------------- | ------------------ |
| 로스 에스파르탈레스 순환선 | 마드리드 지하철 12호선 | 엘 카라스칼 순환선 |